# Долорес Ибарури
Долорес Ибарури, с псевдоним Ла Пасионария (La Pasionaria – „Пламенната“, „Цветето на страстта“), е видна испанска комунистка и общественичка от баски произход.
Членка е на Социалистическата партия от 1917 г. Сред основателите е на Испанската комунистическа партия (1920), деятелка на испанското и международното работническо движение.
Сътрудничи в работническите вестници под псевдоним Ла Пасионария („Пламенната“). За революционна дейност 6 пъти е арестувана и затваряна. От 1930 г. е член на ЦК, от 1932 г. – на Политбюро на ИКП. Депутатка е в Испанския парламент от 1936 г. През 1937 г. е избрана на подпредседател на парламента.
От 1935 г. е кандидат-член на Изпълнинелния комитет на Коминтерна (ИККИ). Избрана е сред 10-те секретари на Коминтерна, като отговаря за комунистическите партии в Латинска Америка, на мястото на върналия се в Китай Уан Мин.
Заедно с Хосе Диас ръководи борбата на КИП и испанския народ срещу фашисткия режим на генерал Франсиско Франко. Генерална секретарка (1942 – 1959), председателка на Испанската комунистическа партия от 1959 г. Сред организаторите е на Народния фронт в страната.
През 1939 – 1977 г. е в емиграция. Участва дейно в международното антифашистко движение. От 1945 г. е подпредседателка, а от 1958 г. е почетна председателка на Международната демократична федерация на жените.
Носителка е на Ленинска награда за мир (1964).